# صحة فان كوخ
صحة فان كوخ لا يوجد إجماع على صحة فنسنت فان جوخ. من المتفق عليه أن وفاته في عام 1890 كانت انتحارًا. قُدِمت العديد من الفرضيات المتنافسة في ما يتعلق بالحالات الطبية المحتملة التي قد يكون عانى منها. وتشمل هذه الاضطرابات الصرع، والاضطراب ثنائي القطب، واضطراب الشخصية الحدية، وضربة الشمس، والبورفيريا الحادة المتقطعة، والتسمم بالرصاص، ومرض منير، والفصام، والاضطراب الفصامي العاطفي، واضطراب تعاطي المخدرات، واضطراب الإيذاء الذاتي غير الانتحاري «إيذاء النفس»، واضطراب القلق المحتمل.

## الأعراض والخصائص

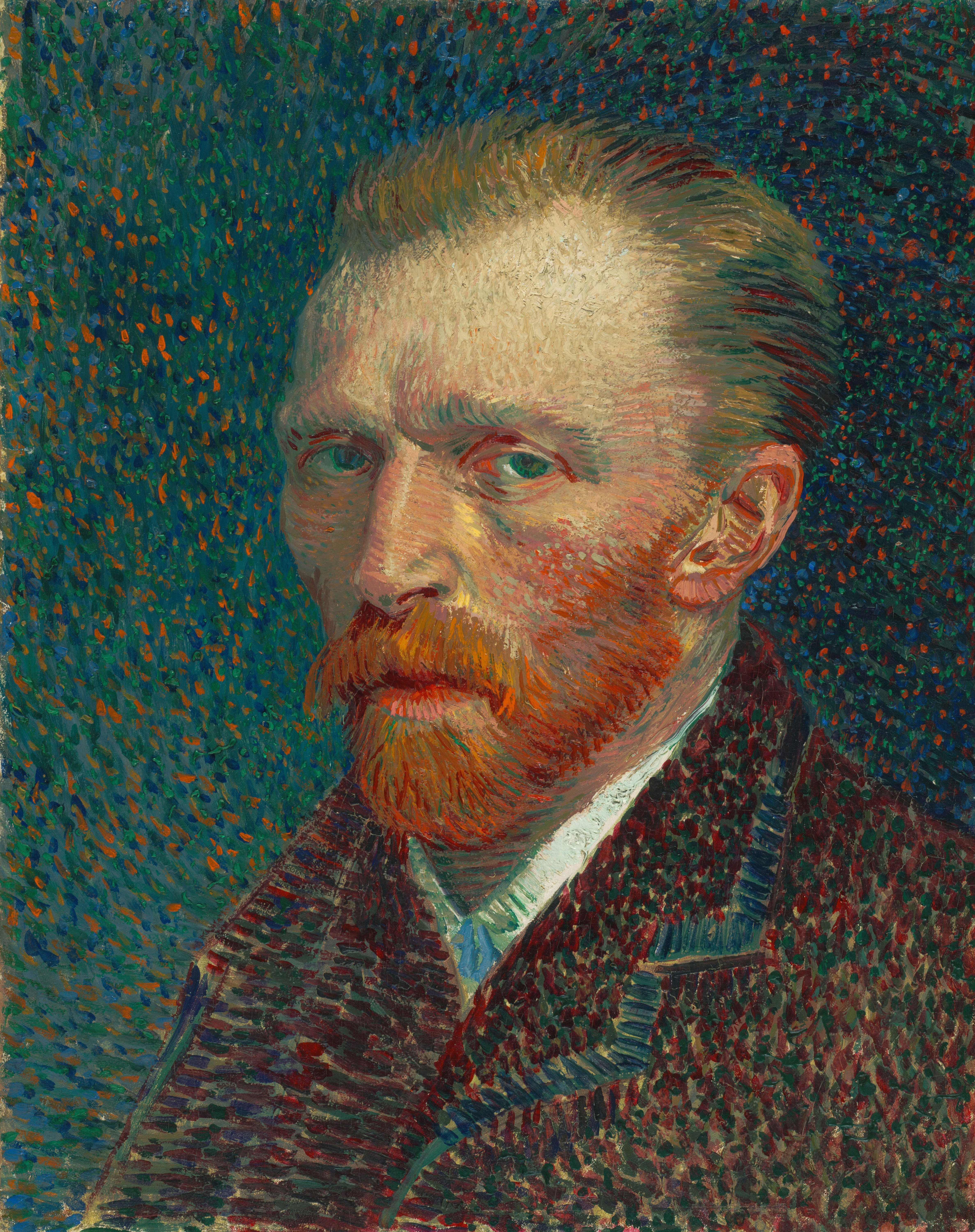

وصِفتْ أعراض مختلفة في رسائل فان جوخ ووثائق أخرى، مثل سجل اللجوء في سان ريمي.  تشمل الأعراض: ضعف الهضم، والمعدة السيئة، والهلوسة، والكوابيس، ونوبات الهوس، ونوبات الاكتئاب، والذهول، وشرود الذهن، والعجز الجنسي، والأرق، والقلق.
عانى فان جوخ من نوع من النوبات أو الأزمات. في إحدى هذه النوبات، في 23 ديسمبر من عام 1888، قطع جزءًا من أذنه أو ربما كلها. وعقب تلك النوبة، نُقل إلى مستشفى في آرل، حيث شُخِصتْ حالته على أنها «هوس حاد مع هذيان عام».كما اقترح الدكتور فيليكس راي، وهو متدرب شاب في المستشفى، أنه قد يعاني من «نوع من الصرع»، ووصفه على أنه صرع عقلي. أصبحت هذه النوبات أكثر تكرارًا بحلول عام 1890، أطولها وأشدها استغرقت نحو تسعة أسابيع من فبراير إلى أبريل 1890. وأعقبت النوبات الأولية من الارتباك وفقدان الوعي فترات من الذهول وعدم الترابط لم يتمكن خلالها عمومًا من التلوين أو الرسم أو حتى كتابة الرسائل.
إحدى الشكاوى الأكثر شيوعًا في رسائل فان جوخ هي المشكلات التي عانى منها في معدته وسوء الهضم. عانى فان جوخ من الهلوسة  والكوابيس في بعض الأحيان. ذكر في كثير من الأحيان أنه يعاني من الحمى. في أوقات مختلفة أبلغ عن نوبات من الأرق. لم يكن قادرًا على النوم مدة ثلاثة أسابيع قبل تشخيصه بمرض السيلان في لاهاي (الأرق والحمى ربما بسبب مرض معدي).
في بعض الأحيان كان يغرق في ذهول ما. أبلغَ فان جوخ أخاه ثيو عن عجزه في الصيف بعد وصوله إلى آرل. ذكر فان جوخ الانتحار عدة مرات في رسائله قرب نهاية حياته، لكن نايفه وسميث لاحظا أن فان جوخ كان معارضًا للانتحار بنحو أساسي.

## السلوك
يتفق العديد من المحللين -مثل الطبيب النفسي الأمريكي ديتريش بلومر- على أن أحد الأشياء التي عانى منها فنسنت فان جوخ كانت الاضطراب ثنائي القطب. يتراكم هذا المرض العقلي على نفسه ويزداد قوة إذا لم يجري علاجه. يتميز الاضطراب ثنائي القطب بنوبات الهوس والاكتئاب. تتميز نوبات الهوس بالسلوك المتهور والنشوة والاندفاع. تتميز نوبات الاكتئاب بأعراض الاكتئاب، والغضب، والتردد، والانسحاب الاجتماعي، والأفكار المتكررة في كثير من الأحيان عن الموت أو الانتحار. يمكن اكتشاف العديد من هذه الأعراض في سيرته الذاتية وشرح العديد من أفعاله.
نشأ فان جوخ منذ صغره على علاقة قوية بالرسم والدين. عمل في وكالة أعمال فنية لعمه في هولندا، انتقل إلى موقع بيع آخر في لندن، حيث وقع في حب ابنة مالك العقار، أوجيني لوير. عانى من الانهيار العقلي بعد أن رفضت عرض زواجه، مما جعله يغير حياته كلها من أجل تكريسها لله. كانت هذه النكسة في سن العشرين بالتأكيد الخطوة الأولى في دوامة الهبوط التي تمثل صحته، التي من شأنها أن تؤدي إلى انتحاره في عام 1890. يشير أحد المؤلفين إلى وجود تاريخ عائلي للمرض العقلي، وظهرت على فان جوخ أعراض الاضطراب ثنائي القطب، إذ تلعب الوراثة دورًا مهمًا. كان فان جوخ، الذي أصبح الآن مخلصًا رسميًا لكنيسة المسيح، يتطلع إلى أن يصبح كاهنًا. ومع ذلك، لم يسبب أسلوب حياته غير المنظم شيئًا سوى عدم الاحترام والرفض، مثل الرفض من العديد من مدارس اللاهوت في جميع أنحاء أوروبا نحو عام 1878. تشير التقارير عن سلوكه المتهور وغير الحاسم والمندفع إلى الاضطراب ثنائي القطب. يمكن تفسير أشياء مثل متابعة عمل بائع فني فقط لإخبار العملاء «بعدم شراء هذا الفن الذي لا قيمة له» جيدًا جدًا انطلاقًا من المرض. يمكن رؤية مفاهيم التردد ومشكلات الهوية في السنوات القادمة. انتقل فان جوخ كثيرًا بسبب الرفض الجنسي في السنوات العشر التالية. انتقل إلى بروكسل عام 1880 ليصبح فنانًا. انتقل إلى لاهاي لأن ابنة عمه كيت رفضته. انتقل إلى باريس عام 1886 لأن رفيقته، كلاسينا ماريا هورنيك، عاودت ممارسة الدعارة وإدمان الكحول. وجد فان جوخ مأوى في شقة شقيقه ثيو الصغيرة، وظهر على عتبة بابه دون دعوة. في باريس، بدا أن الرسم هدَّأ من عواطفه.
انغمس فان جوخ في العديد من الأنشطة التي أضعَفتْ صحته، مثل التدخين المستمر، والإفراط في شرب الكحول والقهوة، والأكل السيئ، وحتى الصيام في بعض الأحيان. كان سوء التغذية النتيجة الطبيعية لكل هذا. اعترف في مناسبات عدة أنه يدخن كثيرًا، وأنه شرب أيضًا الكحول بكثرة، وخاصةً الأفسنتين.
توجد بعض الأدلة على أن فان جوخ كان يأكل ألوانه، ومن المحتمل أن يكون تناول الدهانات مرتبطًا بنوبته في رأس السنة الجديدة 1890.
في يناير 1890، بعد نوبة أخرى من نوبات فينسنت، كتب له ثيو قائلًا: «إذا كنت تعلم أنه  من الخطير أن يكون لديك ألوان قربك، فلماذا لا تمسحها وترسم الرسومات؟».
قلل ثيو من تحذيره إلى حد ما بعد سماعه من فينسنت، وبعد خمسة أيام أوضح:
سلمني دكتور بيرون الرسالة الأولى لأفهم أنه من الخطر بالنسبة إليك أن تستمر في الرسم، لأن الألوان سامة بالنسبة إليك، لكنه ذهب بعيدًا بعض الشيء، وربما كان ذلك بسبب اعتماده على إشاعات غير مؤكدة، إذ كان هو نفسه مريضًا في ذلك الوقت.

## روابط خارجية
- Wayne State University Medical School course notes on van Gogh's illness نسخة محفوظة 20 أبريل 2017 على موقع واي باك مشين.